# Francisco Javier Sánchez Parra
Francisco Javier Sánchez Parra (Palma de Mallorca, 30 de junio de 1979) es un deportista español que compitió en lucha libre. Su hermano Moisés también compitió en lucha.
Ganó una medalla de bronce en el Campeonato Europeo de Lucha de 2008, en la categoría de 55 kg. Participó en los Juegos Olímpicos de Pekín 2008, ocupando el decimotercer lugar en la categoría de 55 kg.

## Palmarés internacional
| Campeonato Europeo | Campeonato Europeo  | Campeonato Europeo | Campeonato Europeo |
| Año                | Lugar               | Medalla            | Categoría          |
| ------------------ | ------------------- | ------------------ | ------------------ |
| 2008               | Tampere (Finlandia) | Medalla de bronce  | 55 kg              |